# Immaculate Conception Church (Albuquerque)

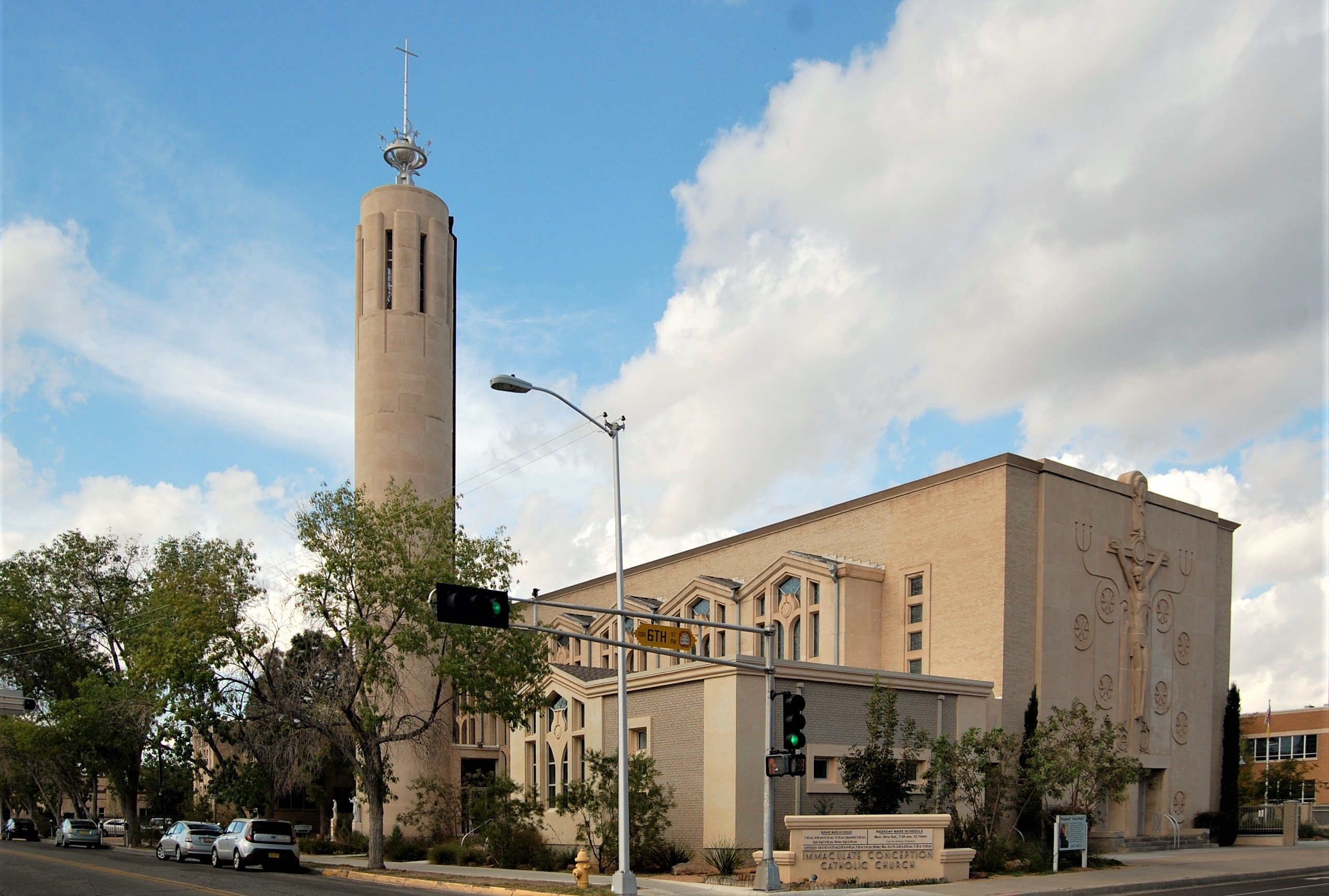
Die Immaculate Conception Church in Albuquerque

Die Immaculate Conception Church ist eine dem Patrozinium Unbefleckte Empfängnis unterstellte römisch-katholische Kirche in der Innenstadt von Albuquerque (Bernalillo County) im US-Bundesstaat New Mexico in den Vereinigten Staaten. 

## Geschichte
Am 21. April 1868 wurde dem Jesuitenorden die Pfarrei St. Felipe in der Altstadt von Albuquerque durch Bischof Jean-Baptiste Lamy für ihre Missionstätigkeit zugewiesen. Im Zuge der Stadterweiterung durch den Anschluss an das Eisenbahnnetz 1880 wurde in der Neustadt durch die Jesuiten mit der Immaculate Conception Church eine neue Pfarrei gegründet und 1882/83 ein erstes Kirchengebäude errichtet. Daneben wurde St. Mary’s School eingerichtet, an der die Sisters of Charity of Cincinnati unterrichteten. Bereits 1892 konnte ein zweites Kirchengebäude als Ersatz für die alte Saalkirche geweiht werden. Eine repräsentative neugotische Kirche auf kreuzförmigem Grundriss mit einer Doppelturmfassade. 1893 wurde zusätzlich der Bau eines neuen Schulgebäudes notwendig. Später folgte die Errichtung des St. Joseph’s Hospital, das heute Lovelace Hospital genannt wird. Ab 1944 wirkte der Jesuit Patrick J. Kelleher als Pfarrer an der Kirche, unter dem zunächst Land für den Bau eines neuen Pfarrhauses erworben wurde. Des Weiteren sammelte er Geld für den Bau einer neuen Grundschule und sorgte für die Erweiterung des Friedhofs Mt. Calvary Cemetery. 1956 begann Pfarrer Kelleher mit dem Sammeln von Geldmitteln für den Bau eines modernen Kirchengebäudes nach einem Entwurf des Architekten Edward J. Schulte als Ersatzbau für die alten Kirche, ein neues Konventsgebäude, ein Pfarrhaus sowie die Erweiterung der Schule. Die Einweihung dieser Gruppe von Neubauten fand im Mai 1960 statt. 1965 verließ Pfarrer Kelleher im Alter von 79 Jahren die Pfarrei. Die Immaculate Conception Church ist die Mutterpfarrei einer Reihe von Pfarrgemeinden in der Region Albuquerque, die durch die Tätigkeit der Jesuiten gegründet wurden. Am 1. Juli 2020 wurde bekanntgegeben, dass die Jesuiten New Mexico wegen Nachwuchsmangels verlassen. 2021 wurde die Pfarrei direkt der Verwaltung des Bistums unterstellt.

## Beschreibung
Der Turm der Immaculate Conception Church ist ein Orientierungspunkt in der Innenstadt von Albuquerque. Die symmetrische Eingangsfassade ist mit religiösen Symbolen verziert. Sie zeigt zentral den gekreuzigten Christus in einer monumentalen Darstellung. Der Großteil der Außenseite des Gebäudes besteht aus hellbraunem Ziegelstein. Wichtige Elemente wie der Turm, die Eingangsfassade und die Fensterrahmen aus Buntglas bestehen aus hellem Kunststein.  Die Decke weist facettierte Gewölbe auf, die an den Oberkanten der nach Süden ausgerichteten Buntglasfenster ausgerichtet sind. Die überwiegend blauen Buntglasfenster und das Altarbild aus vergoldeten und farbigen Mosaikfliesen sind die vorherrschenden Merkmale des Innenraums. Der Hauptgang liegt auf einer Linie mit dem Altarbild. Die von den Außenwänden freistehenden Innensäulen sind ebenfalls goldfarben. Ein weiterer Block von Kirchenbänken befindet sich nördlich der symmetrischen Hauptsitzgruppe.